# Nedelcu (okręg Braiła)
Nedelcu – wieś w Rumunii, w okręgu Braiła, w gminie Mărașu. W 2011 roku pozostawała niezamieszkana.